# Димитрий (Сперовский)
Епископ Дими́трий (в миру Николай Андреевич Сперовский; 18 (30) апреля 1865, село Любони, Боровичский уезд Новгородская губерния — 4 марта 1923, по др. сведениям, в 1925) — епископ Русской православной церкви, епископ Рязанский и Зарайский. Искусствовед.

## Биография
Родился в семье священника Андрея Сперовского (около 1826—1907), в 1877—1907 годы служил в Мошенском погосте в деревянном многоярусном храме с уникальным иконостасом.
Окончил Боровичское духовное училище, Новгородскую духовную семинарию в 1886 году. В 1891 году окончил Санкт-Петербургскую духовную академию со степенью кандидата богословия за сочинение «Старинные русские иконостасы» — эта работа стала классической. Она включает в себя подробный обзор истории развития иконостасов с XIV до конца XVII века, описание их многоярусной структуры, сложившейся к концу XVI—XVII векам. Выводы сделаны на основе изучения многочисленных летописных и документальных сведений, а также известных автору древних памятников Новгородской губернии, большинство из которых при советской власти были утрачены.
С 6 июня 1891 года — преподаватель обличительного богословия, истории и обличения русского раскола и местных сект в Новгородской духовной семинарии. Участвовал в диспутах со старообрядцами, его учеником был будущий епископ Кирилловский Варсонофий (Лебедев), многие годы занимавшийся миссионерской деятельностью.

### Священнослужитель
19 сентября 1893 года был пострижен в монашество. С 1 октября 1893 года — иеродиакон, с 3 октября 1893 года — иеромонах.
С 6 июня 1894 года — инспектор Кутаисской духовной семинарии.
С 3 марта 1895 — ректор Кутаисской духовной семинарии, с 19 марта 1895 — архимандрит.
С января 1897 года — ректор Новгородской духовной семинарии и настоятель Антониева монастыря.
Как ректор был известен своей строгостью, что подтверждается в письме владыки Антония (Храповицкого), адресованного владыке Арсению (Стадницкому) (назван в числе тех, кто «упав нравственно, сами немедленно начали превращаться из педагогов в грубых унтер-офицеров»).

### Архиерей
2 февраля 1903 года в Житомирском кафедральном соборе хиротонисан во епископа Кременецкого, викария Волынской епархии. Хиротонию совершали епископ Волынский Антоний (Храповицкий), епископ Туркестанский Паисий (Виноградов), епископ Уманский Агапит (Вишневский), епископ Владимиро-Волынский Арсений (Тимофеев) и епископ Люблинский Евлогий (Георгиевский).
С 1 мая 1904 года — епископ Новомиргородский, викарий Херсонской епархии.
Придерживался правых политических взглядов, осенью 1906 года совершил молебен по случаю открытия Одесского отдела Союза русских людей (СРЛ), после которого произнёс политическую речь, заявив, что

настало время и нам подняться на защиту дорогого Отечества нашего от угрожающих ему многочисленных врагов. Последние для того, чтобы с успехом бороться с нами и покорить себе русскую землю, соединяются друг с другом и составляют многочисленные сильные партии. То же самое должны сделать и мы, патриоты, если хотим победить врагов и спасти своё Отечество. И мы обязаны сплотиться в тесные союзы, чтобы дружно отражать врагов.
Выступал с антисемитских позиций, утверждая, что евреи являются «врагами Веры и Отечества». В то же время осуждал крайне правых публицистов, стремившихся дискредитировать Ветхий Завет, не признавая его в качестве священной книги. Однако при этом относился к таким авторам куда более благожелательно, чем к евреям, считая, что они допускают кощунство не злонамеренно, а по неведению.
С 25 января 1907 года — епископ Сухумский.
С 25 июля 1911 года — епископ Рязанский и Зарайский.
Был председателем Рязанского отдела Союза русского народа (СРН), член Совета монархических съездов.
19 мая 1913 года, в ходе празднования 300-летия дома Романовых, у врат Ипатьевского монастыря (Кострома) встречал в числе иных императорскую семью, держа список Феодоровской иконой Божией Матери из костромского Успенского собора.
Участвовал в работе Петроградского совещания монархистов, состоявшегося в ноябре 1915 года; выступил на нём по вопросу о борьбе с «Прогрессивным блоком». Его крайне правые политические взгляды вызывали негативное отношение значительной части верующих. По данным рязанского жандармского управления от 1916 года, «Димитрий своими крайне резкими проповедями гипнотизирует простонародье и восстанавливает против себя как пастыря церкви большую часть положительно настроенного населения г. Рязани».
14-17 июня 1917 года уволен на покой по требованию рязанского духовенства, которое было недовольно строгим и монархически настроенным архиереем.

### Последние годы жизни
Жил на покое в Валдайском Иверском монастыре Новгородской епархии.
7-10 ноября 1917 назначен управляющим, на правах настоятеля, Старорусским Спасо-Преображенским монастырем.
В феврале — марте 1918 года организовал сбор подписей в защиту имущественных и образовательных прав церкви, руководил депутацией, направленной с этой петицией в Москву на Поместный собор.
В 1919 году ему было поручено организовать временный Псковский епархиальный совет для Порховского, Великолукского, Опочского, Новоржевского и части Островского уездов в Порхове или Великих Луках.
В 1919 году был назначен епископом Пермским и Кунгурским, но по просьбе епископа и старорусских приходских советов он был оставлен настоятелем Спасо-Преображенского монастыря (существует информация, что он был возведён в сан архиепископа и назначен на Старорусскую кафедру, однако, известно, что митрополит Арсений (Стадницкий) до самого ареста летом 1922 года носил титул «Новгородского и Старорусского»).
В 1920 году был арестован по делу епархиального совета в Новгороде и заключён в тюрьму, но вскоре освобождён.
Весной 1922 года решительно выступил против изъятия церковных ценностей, заявив, «что он не может выдать церковных ценностей, а равно не могут этого сделать и верующие, потому, что в случае такой выдачи, они подлежат отлучению от церкви». Взамен этих ценностей жители Старой Руссы собрали 4,5 пуда серебра в помощь голодающим.
В 1922 года губернский революционный трибунал вынес постановление о привлечении его к уголовной ответственности вместе со Святейшим Патриархом Тихоном и митрополитом Арсением. Епископ был доставлен в Москву и помещён в тюрьму ГПУ, однако дело было отложено. По одним сведениям, епископ Димитрий скончался в Москве 5 мая 1923 года. По другим данным, он был административно выслан в Архангельскую губернию, но вскоре ему разрешили поселиться у сестры, в селе Мошенском Новгородской губернии, где он и умер в 1925 году. Согласно митрополиту Мануилу (Лемешевскому), владыка Димитрий «о себе оставил память пастыря доброго, милостивого, добродушного».

## Труды
- Старинные русские иконостасы. Происхождение их и разбор иконографического содержания. СПб. 1893 (переиздание в книге: Высокий русский иконостас. / Сост. Т. Н. Кудрявцева, В. А. Фёдоров. М., 2004).
- Беседы о Церкви Православной и о еретиках. Почаев, 1904;
- Значение самодержавия в истории России и жизни русского народа. (Из речи, произнесенной пред молебствием по случаю открытия Одесского Союза Русских Людей). Одесса, 1906;
- Слово в день Покрова Пресвятой Богородицы. Тайна благочестия и тайна беззакония. Одесса, 1906;
- Святой Библиею нужно пользоваться благоговейно и осторожно. Предостережение ревнителям православной веры и русского дела по поводу статьи ген. М. И. Драгомирова об Иосифе Прекрасном. Одесса, 1907;
- О Церкви Православной и о еретиках. (Из поучений Димитрия, епископа Сухумского). 11 бесед. Одесса, 1910.
- Древний дискос Новгородский в ризнице Почаевской лавры. Рязань, 1914.